# Tan simple como el amor
Tan simple como el amor es el segundo álbum de estudio de La Casa Azul, editado por Elefant Records en 2003, fue editado en formato CD y LP 12" para coleccionistas. Se lanzaron 2 sencillos y un EP, los sencillos Superguay y El sol no brillará nunca más, y el EP Como un fan. El disco fue editado en Japón y Corea del sur posteriormente. La canción Superguay fue utilizada en un episodio de la séptima temporada del drama canadiense Degrassi: The Next Generation.

## Lista de canciones
1. En noches como la de hoy
2. Quiero parar
3. Vamos a volar
4. El sol no brillará nunca más
5. Cambia tu vida
6. El secreto de Jeff Lynne
7. Prefiero bailar
8. C'est fini
9. Siempre brilla el sol
10. Superguay
11. Por si alguna vez te vas
12. Aunque parezca lo mejor
13. Como un fan
14. Preferimos soñar

- Datos: Q9081720